# 中川つかさ
中川 つかさ（なかがわ つかさ、2000年8月13日 - ）は、日本の女子バレーボール選手である。

## 来歴
大阪府出身。
金蘭会高等学校に進学し、全日本高等学校選手権大会（春高バレー）の連覇に貢献。大学は東海大学に進学する。4年時には主将を務め、第70回黒鷲旗大会で大学勢初となる4強入りの快挙を達成した。その後、関東1部リーグ春・秋、東日本大学選手権大会（東日本インカレ）、全日本大学選手権大会（全日本インカレ）の4冠を達成した。最後の全日本インカレは連覇となり、最優秀選手賞も受賞した。
2022/23シーズン、V.LEAGUE DIVISION1 WOMEN（V1女子）に所属するNECレッドロケッツの内定選手となった。内定選手としてV1女子の試合に出場し、Vリーグデビューを果たした。
2023年、大学卒業後に、NECレッドロケッツに入団した。同年、日本代表登録メンバーに選出された。
2023年、FISUワールドユニバーシティゲームズ（2021成都）のユニバーシアード日本代表に選出された。チームは銀メダルを獲得した。

## 球歴
- 日本代表（2023年、2025年）
  - ネーションズリーグ - 2025年
- ユニバーシアード日本代表 - 2023年

## 所属チーム
- 金蘭会高等学校（2016-2019年）
- 東海大学（2019-2023年）
- NECレッドロケッツ/NECレッドロケッツ川崎（2023年-）

## 受賞歴
- 2022年 全日本大学選手権大会 最優秀選手賞